# ATP Tour 500
L'ATP Tour 500 (precedentemente noto come ATP World Tour 500 Series) è una serie di tornei maschili di tennis organizzata dall'ATP a partire dal 2009 in sostituzione degli ATP International Series Gold (che già nel 1998 avevano sostituito gli ATP Championship Series). Si tratta del quarto circuito per importanza, dopo i tornei del Grande Slam, le ATP Finals e i Masters 1000.
La serie è formata da sedici tornei, che prevedono appunto l'assegnazione di 500 punti ad ogni vincitore. I tabelloni variano da 32 a 48 partecipanti per il singolare e da 16 a 24 coppie per il doppio. Per i giocatori di vertice è obbligatorio partecipare ad almeno cinque di questi tornei, tra cui uno di quelli successivi agli US Open. Dal 2014 il torneo di Memphis è stato declassato a torneo 250 e il suo posto è stato preso dal torneo di Rio. La stagione 2020 ha subito diverse cancellazioni e spostamenti a causa della pandemia di COVID-19. Dalla stagione 2025 con la riclassificazione di Dallas, Doha e Monaco di Baviera, prima appartenenti alla categoria 250, i tornei della categoria aumentano da tredici a sedici.

## Cronologia dei nomi
Dal 1990 al 1999
ATP Championship Series
Dal 2000 al 2008
ATP International Series Gold
Dal 2009 al 2018
ATP World Tour 500
Dal 2019
ATP Tour 500

## Punti ATP
Aggiornati al 26 dicembre 2023.

### Singolare
| Tabellone                                | V   | F   | SF  | QF  | R16 | R32 | R64 | Q  | Q2 |
| ---------------------------------------- | --- | --- | --- | --- | --- | --- | --- | -- | -- |
| Con tabellone principale da 48 giocatori | 500 | 330 | 200 | 100 | 50  | 25  | 0   | 16 | 8  |
| Con tabellone principale da 32 giocatori | 500 | 330 | 200 | 100 | 50  | 0   | –   | 25 | 13 |

### Doppio
| Tabellone                                | V   | F   | SF  | QF | R16 | R32 |
| ---------------------------------------- | --- | --- | --- | -- | --- | --- |
| Con tabellone principale da 24 giocatori | 500 | 300 | 180 | 90 | 45  | 0   |
| Con tabellone principale da 16 giocatori | 500 | 300 | 180 | 90 | 0   | -   |

## Tornei

### Attuali
Elenco dei tornei inclusi come ATP 500 nel calendario dell'ATP Tour 2025.
| Torneo                              | Paese               | Città             | Prima edizione | Prima edizione come ATP 500 | Superficie  | Numero iscritti | Detentore singolare        | Detentori doppio                  | Montepremi        |
| ----------------------------------- | ------------------- | ----------------- | -------------- | --------------------------- | ----------- | --------------- | -------------------------- | --------------------------------- | ----------------- |
| Rotterdam Open                      | Paesi Bassi         | Rotterdam         | 1974           | 2009                        | Cemento (i) | 32              | Carlos Alcaraz             | Simone Bolelli Andrea Vavassori   | €2,563,150 (2025) |
| Dallas Open                         | Stati Uniti         | Dallas            | 2022           | 2025                        | Cemento (i) | 32              | Denis Shapovalov           | Christian Harrison Evan King      | $3,035,960 (2025) |
| Qatar Open                          | Qatar               | Doha              | 1993           | 2025                        | Cemento     | 32              | Andrej Rublëv              | Julian Cash Lloyd Glasspool       | $2,760,000 (2025) |
| Rio Open                            | Brasile             | Rio de Janeiro    | 2014           | 2014                        | Terra rossa | 32              | Sebastián Báez             | Rafael Matos Marcelo Melo         | $2,396,115 (2025) |
| Dubai Tennis Championships          | Emirati Arabi Uniti | Dubai             | 1993           | 2009                        | Cemento     | 32              | Stefanos Tsitsipas         | Yuki Bhambri Alexei Popyrin       | $3,237,670 (2025) |
| Abierto Mexicano de Tenis           | Messico             | Acapulco          | 1993           | 2009                        | Cemento     | 32              | Tomáš Macháč               | Christian Harrison Evan King      | $2,585,410 (2025) |
| Barcelona Open                      | Spagna              | Barcellona        | 1953           | 2009                        | Terra rossa | 48              | Holger Rune                | Sander Arends Luke Johnson        | €2,889,200 (2025) |
| Internazionali di Tennis di Baviera | Germania            | Monaco di Baviera | 1900           | 2025                        | Terra rossa | 32              | Alexander Zverev           | André Göransson Sem Verbeek       | €2,500,000 (2025) |
| Hamburg European Open               | Germania            | Amburgo           | 1892           | 2009                        | Terra rossa | 32              | Flavio Cobolli             | Simone Bolelli Andrea Vavassori   | €2,158,560 (2025) |
| Halle Open                          | Germania            | Halle             | 1993           | 2015                        | Erba        | 32              | Jannik Sinner              | Simone Bolelli Andrea Vavassori   | €2,255,655 (2024) |
| Queen's Club Championships          | Regno Unito         | Londra            | 1890           | 2015                        | Erba        | 32              | Tommy Paul                 | Neal Skupski Michael Venus        | €2,255,655 (2024) |
| Washington Open                     | Stati Uniti         | Washington        | 1969           | 2009                        | Cemento     | 48              | Sebastian Korda            | Nathaniel Lammons Jackson Withrow | $2,100,230 (2024) |
| China Open                          | Cina                | Pechino           | 1993           | 2009                        | Cemento     | 32              | Carlos Alcaraz             | Simone Bolelli Andrea Vavassori   | $3,720,165 (2024) |
| Japan Open Tennis Championships     | Giappone            | Tokyo             | 1972           | 2009                        | Cemento     | 32              | Arthur Fils                | Julian Cash Lloyd Glasspool       | $1,818,380 (2024) |
| Swiss Indoors                       | Svizzera            | Basilea           | 1970           | 2009                        | Cemento (i) | 32              | Giovanni Mpetshi Perricard | Jamie Murray John Peers           | €2,385,100 (2024) |
| Vienna Open                         | Austria             | Vienna            | 1974           | 2015                        | Cemento (i) | 32              | Jack Draper                | Alexander Erler Lucas Miedler     | €2,470,310 (2024) |

### Passati

#### ATP 500
Di seguito l'elenco dei tornei che in passato hanno fatto parte della categoria attuale.
| Torneo                                    | Nazione     | Città           | Prima edizione | Periodo come ATP 500 | Superficie  |
| ----------------------------------------- | ----------- | --------------- | -------------- | -------------------- | ----------- |
| U.S. National Indoor Tennis Championships | Stati Uniti | Memphis         | 1898           | 2009-2013            | Cemento (i) |
| Open de Tenis Comunidad Valenciana        | Spagna      | Valencia        | 1995           | 2009-2014            | Cemento (i) |
| St. Petersburg Open                       | Russia      | San Pietroburgo | 1995           | 2020                 | Cemento (i) |
| Astana Open                               | Kazakistan  | Astana          | 2020           | 2022                 | Cemento (i) |

#### ATP Championship Series e International Series Gold
Di seguito l'elenco di tornei che, prima della riforma del calendario del 2009, hanno fatto parte delle categorie ATP Champioship Series e International Series Gold, esistenti rispettivamente tra il 1990 e il 1997 e tra il 1998 e il 2009, entrambe omologhe dell'attuale ATP 500.
| Torneo                            | Nazione     | Città        | Prima edizione | Periodo                                                                                  | Superficie       |
| --------------------------------- | ----------- | ------------ | -------------- | ---------------------------------------------------------------------------------------- | ---------------- |
| Toronto Indoor                    | Canada      | Toronto      | 1972           | 1990 (ATP Championship Series)                                                           | Sintetico indoor |
| Brussels Indoor                   | Belgio      | Bruxelles    | 1973           | 1990-1992 (ATP Championship Series)                                                      | Sintetico indoor |
| Sydney Indoor                     | Australia   | Sydney       | 1973           | 1990-1994 (ATP Championship Series)                                                      | Cemento indoor   |
| Tokyo Indoor                      | Giappone    | Tokyo        | 1955           | 1990-1995 (ATP Championship Series)                                                      | Sintetico indoor |
| Stuttgart Championship Series     | Germania    | Stoccarda    | 1988           | 1990-1995 (ATP Championship Series)                                                      | Sintetico indoor |
| U.S. Pro Indoor                   | Stati Uniti | Filadelfia   | 1968           | 1990-1997 (ATP Championship Series) 1998 (ATP International Series Gold)                 | Sintetico indoor |
| ATP Volvo International           | Stati Uniti | New Haven    | 1973           | 1990-1997 (ATP Championship Series) 1998 (ATP International Series Gold)                 | Cemento          |
| Stuttgart Open                    | Germania    | Stoccarda    | 1978           | 1990-1997 (ATP Championship Series) 1998-2001; 2003-2008 (ATP International Series Gold) | Terra rossa      |
| Indianapolis Tennis Championships | Stati Uniti | Indianapolis | 1988           | 1990-1997 (ATP Championship Series)                                                      | Cemento          |
| Milan Indoor                      | Italia      | Milano       | 1973           | 1993-1997 (ATP Championship Series) 1998-2000 (ATP International Series Gold)            | Sintetico indoor |
| European Community Championship   | Belgio      | Anversa      | 1982           | 1996-1997 (ATP Championship Series) 1998 (ATP International Series Gold)                 | Sintetico indoor |
| Austrian Open                     | Austria     | Kitzbühel    | 1978           | 1998-2008 (International Series Gold)                                                    | Terra rossa      |
| Singapore Open                    | Singapore   | Singapore    | 1986           | 1998-1999 (ATP International Series Gold)                                                | Cemento          |

## Risultati

### 2025
| Torneo            | Vincitore singolare | Finalista singolare         | Punteggio        | Vincitore Doppio                | Finalista Doppio                | Punteggio            |
| ----------------- | ------------------- | --------------------------- | ---------------- | ------------------------------- | ------------------------------- | -------------------- |
| Rotterdam         | Carlos Alcaraz      | Alex de Minaur              | 6–4, 3–6, 6–2    | Simone Bolelli Andrea Vavassori | Sander Gillé Jan Zieliński      | 6–2, 4–6, [10–6]     |
| Dallas            | Denis Shapovalov    | Casper Ruud                 | 7–6(5), 6–3      | Christian Harrison Evan King    | Ariel Behar Robert Galloway     | 7–6(4), 7–6(4)       |
| Doha              | Andrej Rublëv       | Jack Draper                 | 7–6(5), 6–3      | Julian Cash Lloyd Glasspool     | Joe Salisbury Neal Skupski      | 6–3, 6–2             |
| Rio de Janeiro    | Sebastián Báez      | Alexandre Müller            | 6–2, 6–3         | Rafael Matos Marcelo Melo       | Pedro Martínez Jaume Munar      | 6–2, 7–5             |
| Dubai             | Stefanos Tsitsipas  | Félix Auger-Aliassime       | 6–3, 6–3         | Yuki Bhambri Alexei Popyrin     | Harri Heliövaara Henry Patten   | 3–6, 7–6(12), [10–8] |
| Acapulco          | Tomáš Macháč        | Alejandro Davidovich Fokina | 7–6(2), 6–2      | Christian Harrison Evan King    | Sadio Doumbia Fabien Reboul     | 6–4, 6–4             |
| Barcellona        | Holger Rune         | Carlos Alcaraz              | 7–6(6), 6–2      | Sander Arends Luke Johnson      | Joe Salisbury Neal Skupski      | 6–3, 6(1)–7, [10–6]  |
| Monaco di Baviera | Alexander Zverev    | Ben Shelton                 | 6–2, 6–4         | André Göransson Sem Verbeek     | Kevin Krawietz Tim Pütz         | 6–4, 6–4             |
| Amburgo           | Flavio Cobolli      | Andrej Rublëv               | 6–2, 6–4         | Simone Bolelli Andrea Vavassori | Andrés Molteni Fernando Romboli | 6–4, 6–0             |
| Halle             | Aleksandr Bublik    | Daniil Medvedev             | 6–3, 7–6(4)      | Kevin Krawietz Tim Pütz         | Simone Bolelli Andrea Vavassori | 6–3, 7–6(4)          |
| Londra            | Carlos Alcaraz      | Jiří Lehečka                | 7–5, 6(5)–7, 6–2 | Julian Cash Lloyd Glasspool     | Nikola Mektić Michael Venus     | 6–3, 6(5)–7, [10–6]  |
| Washington        | Alex de Minaur      | Alejandro Davidovich Fokina | 5–7, 6–1, 7–6(3) | Simone Bolelli Andrea Vavassori | Hugo Nys Édouard Roger-Vasselin | 6–3, 6–4             |
| Pechino           |                     |                             |                  |                                 |                                 |                      |
| Tokyo             |                     |                             |                  |                                 |                                 |                      |
| Vienna            |                     |                             |                  |                                 |                                 |                      |
| Basilea           |                     |                             |                  |                                 |                                 |                      |

### 2024
| Torneo         | Vincitore singolare        | Finalista singolare | Punteggio           | Vincitore Doppio                     | Finalista Doppio                     | Punteggio           |
| -------------- | -------------------------- | ------------------- | ------------------- | ------------------------------------ | ------------------------------------ | ------------------- |
| Rotterdam      | Jannik Sinner              | Alex de Minaur      | 7-5, 6-4            | Wesley Koolhof Nikola Mektić         | Robin Haase Botic van de Zandschulp  | 6-3, 7-5            |
| Rio de Janeiro | Sebastián Báez             | Mariano Navone      | 6-2, 6-1            | Nicolás Barrientos Rafael Matos      | Alexander Erler Lucas Miedler        | 6-4, 6-3            |
| Dubai          | Ugo Humbert                | Aleksandr Bublik    | 6-4, 6-3            | Jan-Lennard Struff Tallon Griekspoor | Ivan Dodig Austin Krajicek           | 6-4, 4-6, [10-6]    |
| Acapulco       | Alex de Minaur             | Casper Ruud         | 6-4, 6-4            | Hugo Nys Jan Zieliński               | Santiago González Neal Skupski       | 6-3, 6-2            |
| Barcellona     | Casper Ruud                | Stefanos Tsitsipas  | 7-5, 6-3            | Máximo González Andrés Molteni       | Hugo Nys Jan Zieliński               | 4-6, 6-4, [11-9]    |
| Halle          | Jannik Sinner              | Hubert Hurkacz      | 7-6(8), 7-6(2)      | Simone Bolelli Andrea Vavassori      | Kevin Krawietz Tim Pütz              | 7-6(3), 7-6(5)      |
| Londra         | Tommy Paul                 | Lorenzo Musetti     | 6-1, 7-6(8)         | Neal Skupski Michael Venus           | Taylor Fritz Karen Chačanov          | 4-6, 7-6(5), [10-8] |
| Amburgo        | Arthur Fils                | Alexander Zverev    | 6-3, 3-6, 7-6(1)    | Kevin Krawietz Tim Pütz              | Fabien Reboul Édouard Roger-Vasselin | 7-6(8), 6-2         |
| Washington     | Sebastian Korda            | Flavio Cobolli      | 4-6, 6-2, 6-0       | Nathaniel Lammons Jackson Withrow    | Rafael Matos Marcelo Melo            | 7-5, 6-3            |
| Pechino        | Carlos Alcaraz             | Jannik Sinner       | 6(6)-7, 6-4, 7-6(3) | Simone Bolelli Andrea Vavassori      | Harri Heliövaara Henry Patten        | 4-6, 6-3, [10-5]    |
| Tokyo          | Arthur Fils                | Ugo Humbert         | 5-7, 7-6(6), 6-3    | Julian Cash Lloyd Glasspool          | Ariel Behar Robert Galloway          | 6-4, 4-6, [12-10]   |
| Vienna         | Jack Draper                | Karen Chačanov      | 6-4, 7-5            | Alexander Erler Lucas Miedler        | Neal Skupski Michael Venus           | 4-6, 6-3, [10-1]    |
| Basilea        | Giovanni Mpetshi Perricard | Ben Shelton         | 6-4, 7-6(4)         | Jamie Murray John Peers              | Wesley Koolhof Nikola Mektić         | 6-3, 7-5            |

### 2023
| Torneo         | Vincitore singolare   | Finalista singolare | Punteggio        | Vincitore Doppio                         | Finalista Doppio                  | Punteggio              |
| -------------- | --------------------- | ------------------- | ---------------- | ---------------------------------------- | --------------------------------- | ---------------------- |
| Rotterdam      | Daniil Medvedev       | Jannik Sinner       | 5–7, 6–2, 6–2    | Ivan Dodig Austin Krajicek               | Rohan Bopanna Matthew Ebden       | 7–6(5), 2–6, [12–10]   |
| Rio de Janeiro | Cameron Norrie        | Carlos Alcaraz      | 5–7, 6–4, 7–5    | Máximo González Andrés Molteni           | Juan Sebastián Cabal Marcelo Melo | 6–1, 7–6(3)            |
| Dubai          | Daniil Medvedev       | Andrej Rublëv       | 6–2, 6–2         | Maxime Cressy Fabrice Martin             | Lloyd Glasspool Harri Heliövaara  | 7-6(2), 6–4            |
| Acapulco       | Alex de Minaur        | Tommy Paul          | 3–6, 6–4, 6–1    | Alexander Erler Lucas Miedler            | Nathaniel Lammons Jackson Withrow | 7–6(9), 7–6(3)         |
| Barcellona     | Carlos Alcaraz        | Stefanos Tsitsipas  | 6–3, 6–4         | Máximo González Andrés Molteni           | Wesley Koolhof Neal Skupski       | 6–3, 6(8)–7, [10–4]    |
| Halle          | Aleksandr Bublik      | Andrej Rublëv       | 6–3, 3–6, 6–3    | Marcelo Melo John Peers                  | Simone Bolelli Andrea Vavassori   | 7–6(3), 3–6, [10–6]    |
| Londra         | Carlos Alcaraz        | Alex de Minaur      | 6–4, 6–4         | Ivan Dodig Austin Krajicek               | Taylor Fritz Jiří Lehečka         | 6–4, 6(5)–7, [10–3]    |
| Amburgo        | Alexander Zverev      | Laslo Đere          | 7–5, 6–3         | Kevin Krawietz Tim Pütz                  | Sander Gillé Joran Vliegen        | 7–6(4), 6–3            |
| Washington     | Daniel Evans          | Tallon Griekspoor   | 7–5, 6–3         | Máximo González Andrés Molteni           | Mackenzie McDonald Ben Shelton    | 6(4)–7, 6–2, [10–6]    |
| Pechino        | Jannik Sinner         | Daniil Medvedev     | 7–6(2), 7–6(2)   | Ivan Dodig Austin Krajicek               | Wesley Koolhof Neal Skupski       | 6(12)-7, 6-3, [10-5]   |
| Tokyo          | Ben Shelton           | Aslan Karacev       | 7–5, 6–1         | Rinky Hijikata Max Purcell               | Jamie Murray Michael Venus        | 6–4, 6–1               |
| Vienna         | Jannik Sinner         | Daniil Medvedev     | 7–6(7), 4–6, 6–3 | Rajeev Ram Joe Salisbury                 | Nathaniel Lammons Jackson Withrow | 6–4, 5–7, [12–10]      |
| Basilea        | Félix Auger-Aliassime | Hubert Hurkacz      | 7–6(3), 7–6(5)   | Santiago González Édouard Roger-Vasselin | Hugo Nys Jan Zieliński            | 6(8)–7, 7–6(3), [10–1] |

### 2022
| Torneo         | Vincitore singolare   | Finalista singolare | Punteggio        | Vincitore Doppio                   | Finalista Doppio                     | Punteggio              |
| -------------- | --------------------- | ------------------- | ---------------- | ---------------------------------- | ------------------------------------ | ---------------------- |
| Rotterdam      | Félix Auger-Aliassime | Stefanos Tsitsipas  | 6–4, 6–2         | Robin Haase Matwé Middelkoop       | Lloyd Harris Tim Pütz                | 4–6, 7–6(5), [10–8]    |
| Rio de Janeiro | Carlos Alcaraz        | Diego Schwartzman   | 6–4, 6–2         | Simone Bolelli Fabio Fognini       | Jamie Murray Bruno Soares            | 7–5, 6(2)–7, [10–6]    |
| Dubai          | Andrej Rublëv         | Jiří Veselý         | 6–3, 6–4         | Tim Pütz Michael Venus             | Nikola Mektić Mate Pavić             | 6–3, 6(5)–7, [16–14]   |
| Acapulco       | Rafael Nadal          | Cameron Norrie      | 6–4, 6–4         | Feliciano López Stefanos Tsitsipas | Marcelo Arévalo Jean-Julien Rojer    | 7–5, 6–4               |
| Barcellona     | Carlos Alcaraz        | Pablo Carreño Busta | 6–3, 6–2         | Kevin Krawietz Andreas Mies        | Wesley Koolhof Neal Skupski          | 6(3)–7, 7–6(5), [10–6] |
| Halle          | Hubert Hurkacz        | Daniil Medvedev     | 6–1, 6–4         | Marcel Granollers Horacio Zeballos | Tim Pütz Michael Venus               | 6–3, 6(5)–7, [14–12]   |
| Londra         | Matteo Berrettini     | Filip Krajinović    | 7–5, 6–4         | Nikola Mektić Mate Pavić           | Lloyd Glasspool Harri Heliövaara     | 6–3, 6(3)–7, [10–6]    |
| Amburgo        | Lorenzo Musetti       | Carlos Alcaraz      | 6–4, 6(6)–7, 6–4 | Lloyd Glasspool Harri Heliövaara   | Rohan Bopanna Matwé Middelkoop       | 6–2, 6–4               |
| Washington     | Nick Kyrgios          | Yoshihito Nishioka  | 6–4, 6–3         | Nick Kyrgios Jack Sock             | Ivan Dodig Austin Krajicek           | 7–5, 6–4               |
| Pechino        | cancellato            | cancellato          | cancellato       | cancellato                         | cancellato                           | cancellato             |
| Tokyo          | Taylor Fritz          | Frances Tiafoe      | 7–6(3), 7–6(2)   | Mackenzie McDonald Marcelo Melo    | Rafael Matos David Vega Hernández    | 6–4, 3–6, [10-4]       |
| Astana         | Novak Đoković         | Stefanos Tsitsipas  | 6–3, 6–4         | Nikola Mektić Mate Pavić           | Adrian Mannarino Fabrice Martin      | 6–4, 6–2               |
| Vienna         | Daniil Medvedev       | Denis Shapovalov    | 4–6, 6–3, 6–2    | Alexander Erler Lucas Miedler      | Santiago González Andrés Molteni     | 6–3, 7–6(1)            |
| Basilea        | Félix Auger-Aliassime | Holger Rune         | 6–3, 7–5         | Ivan Dodig Austin Krajicek         | Nicolas Mahut Édouard Roger-Vasselin | 6–4, 7–6(5)            |

### 2021
| Torneo         | Vincitore singolare | Finalista singolare | Punteggio        | Vincitore Doppio                    | Finalista Doppio                     | Punteggio           |
| -------------- | ------------------- | ------------------- | ---------------- | ----------------------------------- | ------------------------------------ | ------------------- |
| Rotterdam      | Andrej Rublëv       | Márton Fucsovics    | 7–6(4), 6–4      | Nikola Mektić Mate Pavić            | Kevin Krawietz Horia Tecău           | 7–6(7), 6–2         |
| Rio de Janeiro | cancellato          | cancellato          | cancellato       | cancellato                          | cancellato                           | cancellato          |
| Dubai          | Aslan Karacev       | Lloyd Harris        | 6–3, 6–2         | Juan Sebastián Cabal Robert Farah   | Nikola Mektić Mate Pavić             | 7–6(0), 7–6(4)      |
| Acapulco       | Alexander Zverev    | Stefanos Tsitsipas  | 6–4, 7–6(3)      | Ken Skupski Neal Skupski            | Marcel Granollers Horacio Zeballos   | 7–6(3), 6–4         |
| Barcellona     | Rafael Nadal        | Stefanos Tsitsipas  | 6–4, 6(6)–7, 7–5 | Juan Sebastián Cabal Robert Farah   | Kevin Krawietz Horia Tecău           | 6–4, 6–2            |
| Halle          | Ugo Humbert         | Andrej Rublëv       | 6–3, 7–6(4)      | Kevin Krawietz Horia Tecău          | Félix Auger-Aliassime Hubert Hurkacz | 7–6(4), 6–4         |
| Londra         | Matteo Berrettini   | Cameron Norrie      | 6–4, 6(5)–7, 6–3 | Pierre-Hugues Herbert Nicolas Mahut | Reilly Opelka John Peers             | 6-4 7-5             |
| Amburgo        | Pablo Carreño Busta | Filip Krajinović    | 6–2, 6–4         | Tim Pütz Michael Venus              | Kevin Krawietz Horia Tecău           | 6–3, 6(3)–7, [10-8] |
| Washington     | Jannik Sinner       | Mackenzie McDonald  | 7–5, 4–6, 7–5    | Raven Klaasen Ben McLachlan         | Neal Skupski Michael Venus           | 7–6(4), 6–4         |
| Pechino        | cancellato          | cancellato          | cancellato       | cancellato                          | cancellato                           | cancellato          |
| Tokyo          | cancellato          | cancellato          | cancellato       | cancellato                          | cancellato                           | cancellato          |
| Vienna         | Alexander Zverev    | Frances Tiafoe      | 7–5, 6–4         | Juan Sebastián Cabal Robert Farah   | Rajeev Ram Joe Salisbury             | 6–4, 6–2            |
| Basilea        | cancellato          | cancellato          | cancellato       | cancellato                          | cancellato                           | cancellato          |

### 2020
| Torneo          | Vincitore singolare | Finalista singolare   | Punteggio     | Vincitore Doppio                     | Finalista Doppio                   | Punteggio              |
| --------------- | ------------------- | --------------------- | ------------- | ------------------------------------ | ---------------------------------- | ---------------------- |
| Rotterdam       | Gaël Monfils        | Félix Auger-Aliassime | 6–2, 6–4      | Pierre-Hugues Herbert Nicolas Mahut  | Henri Kontinen Jan-Lennard Struff  | 7–6(5), 4–6, [10–7]    |
| Rio de Janeiro  | Cristian Garín      | Gianluca Mager        | 7–6(3), 7–5   | Marcel Granollers Horacio Zeballos   | Salvatore Caruso Federico Gaio     | 6–4, 5–7, [10–7]       |
| Dubai           | Novak Đoković       | Stefanos Tsitsipas    | 6–3, 6–4      | John Peers Michael Venus             | Raven Klaasen Oliver Marach        | 6–3, 6–2               |
| Acapulco        | Rafael Nadal        | Taylor Fritz          | 6–3, 6–2      | Łukasz Kubot Marcelo Melo            | Juan Sebastián Cabal Robert Farah  | 7–6(6), 6(4)–7, [11–9] |
| Barcellona      | cancellato          | cancellato            | cancellato    | cancellato                           | cancellato                         | cancellato             |
| Halle           | cancellato          | cancellato            | cancellato    | cancellato                           | cancellato                         | cancellato             |
| Londra          | cancellato          | cancellato            | cancellato    | cancellato                           | cancellato                         | cancellato             |
| Washington      | cancellato          | cancellato            | cancellato    | cancellato                           | cancellato                         | cancellato             |
| Amburgo         | Andrej Rublëv       | Stefanos Tsitsipas    | 6–4, 3–6, 7–5 | John Peers Michael Venus             | Ivan Dodig Mate Pavić              | 6–3, 6–4               |
| Pechino         | cancellato          | cancellato            | cancellato    | cancellato                           | cancellato                         | cancellato             |
| Tokyo           | cancellato          | cancellato            | cancellato    | cancellato                           | cancellato                         | cancellato             |
| San Pietroburgo | Andrej Rublëv       | Borna Ćorić           | 7–6(5), 6–4   | Jürgen Melzer Édouard Roger-Vasselin | Marcelo Demoliner Matwé Middelkoop | 6–2, 7–6(4)            |
| Vienna          | Andrej Rublëv       | Lorenzo Sonego        | 6–4, 6–4      | Łukasz Kubot Marcelo Melo            | Jamie Murray Neal Skupski          | 7–6(5), 7–5            |
| Basilea         | cancellato          | cancellato            | cancellato    | cancellato                           | cancellato                         | cancellato             |

### 2019
| Torneo         | Vincitore singolare | Finalista singolare   | Punteggio           | Vincitore Doppio                     | Finalista Doppio                    | Punteggio           |
| -------------- | ------------------- | --------------------- | ------------------- | ------------------------------------ | ----------------------------------- | ------------------- |
| Rotterdam      | Gaël Monfils        | Stan Wawrinka         | 6–3, 1–6, 6–2       | Jérémy Chardy Henri Kontinen         | Jean-Julien Rojer Horia Tecău       | 7–6(5), 7–6(4)      |
| Rio de Janeiro | Laslo Djere         | Félix Auger-Aliassime | 6–3, 7–5            | Máximo González Nicolás Jarry        | Thomaz Bellucci Rogério Dutra Silva | 6(3)–7, 6–3, [10–7] |
| Dubai          | Roger Federer       | Stefanos Tsitsipas    | 6–4, 6–4            | Rajeev Ram Joe Salisbury             | Ben McLachlan Jan-Lennard Struff    | 7–6(4), 6–3         |
| Acapulco       | Nick Kyrgios        | Alexander Zverev      | 6–3, 6–4            | Alexander Zverev Misha Zverev        | Austin Krajicek Artem Sitak         | 2–6, 7–6(4), [10–5] |
| Barcellona     | Dominic Thiem       | Daniil Medvedev       | 6–4, 6–0            | Juan Sebastián Cabal Robert Farah    | Jamie Murray Bruno Soares           | 6–4, 7–6(4)         |
| Halle          | Roger Federer       | David Goffin          | 7–6(2), 6–1         | Raven Klaasen Michael Venus          | Łukasz Kubot Marcelo Melo           | 4–6, 6–3, [10–4]    |
| Londra         | Feliciano López     | Gilles Simon          | 6–2, 6(4)–7, 7–6(2) | Feliciano López Andy Murray          | Rajeev Ram Joe Salisbury            | 7–6(6), 5–7, [10–5] |
| Amburgo        | Nikoloz Basilašvili | Andrey Rublev         | 7–5, 4–6, 6–3       | Oliver Marach Jürgen Melzer          | Robin Haase Wesley Koolhof          | 6–2, 7–6(3)         |
| Washington     | Nick Kyrgios        | Daniil Medvedev       | 7–6(6), 7–6(4)      | Raven Klaasen Michael Venus          | Jean-Julien Rojer Horia Tecău       | 3–6, 6–3, [10–2]    |
| Pechino        | Dominic Thiem       | Stefanos Tsitsipas    | 3–6, 6–4, 6–1       | Ivan Dodig Filip Polášek             | Łukasz Kubot Marcelo Melo           | 6–3, 7–6(4)         |
| Tokyo          | Novak Đoković       | John Millman          | 6–3, 6–2            | Nicolas Mahut Édouard Roger-Vasselin | Nikola Mektić Franko Škugor         | 7–6(7), 6–4         |
| Vienna         | Dominic Thiem       | Diego Schwartzman     | 3-6, 6-4, 6-3       | Rajeev Ram Joe Salisbury             | Łukasz Kubot Marcelo Melo           | 6-4, 6(5)–7, [10-5] |
| Basilea        | Roger Federer       | Alex de Minaur        | 6-2, 6-2            | Jean-Julien Rojer Horia Tecău        | Taylor Fritz Reilly Opelka          | 7-5, 6-3            |

### 2018
| Torneo         | Vincitore singolare   | Finalista singolare   | Punteggio        | Vincitore Doppio                    | Finalista Doppio                       | Punteggio        |
| -------------- | --------------------- | --------------------- | ---------------- | ----------------------------------- | -------------------------------------- | ---------------- |
| Rotterdam      | Roger Federer         | Grigor Dimitrov       | 6–2, 6–2         | Pierre-Hugues Herbert Nicolas Mahut | Oliver Marach Mate Pavić               | 2–6, 6–2, [10–7] |
| Rio de Janeiro | Diego Schwartzman     | Fernando Verdasco     | 6–2, 6–3         | David Marrero Fernando Verdasco     | Nikola Mektić Alexander Peya           | 5–7, 7–5, [10–8] |
| Dubai          | Roberto Bautista Agut | Lucas Pouille         | 6–3, 6–4         | Jean-Julien Rojer Horia Tecău       | James Cerretani Leander Paes           | 6–2, 7–6(2)      |
| Acapulco       | Juan Martín del Potro | Kevin Anderson        | 6–4, 6–4         | Jamie Murray Bruno Soares           | Bob Bryan Mike Bryan                   | 7–6(4), 7–5      |
| Barcellona     | Rafael Nadal          | Stefanos Tsitsipas    | 6–2, 6–1         | Feliciano López Marc López          | Aisam-ul-Haq Qureshi Jean-Julien Rojer | 7–6(5), 6–4      |
| Halle          | Borna Ćorić           | Roger Federer         | 7–6(6), 3–6, 6–2 | Łukasz Kubot Marcelo Melo           | Alexander Zverev Miša Zverev           | 7–6(1), 6–4      |
| Londra         | Marin Čilić           | Novak Đoković         | 5–7, 7–6(4), 6–3 | Henri Kontinen John Peers           | Jamie Murray Bruno Soares              | 6–4, 6–3         |
| Amburgo        | Nikoloz Basilašvili   | Leonardo Mayer        | 6–4, 0–6, 7–5    | Julio Peralta Horacio Zeballos      | Oliver Marach Mate Pavić               | 6–1, 4–6, [10–6] |
| Washington     | Alexander Zverev      | Alex de Minaur        | 6–2, 6–4         | Jamie Murray Bruno Soares           | Mike Bryan Édouard Roger-Vasselin      | 3–6, 6–3, [10–4] |
| Pechino        | Nikoloz Basilašvili   | Juan Martín del Potro | 6–4, 6–4         | Łukasz Kubot Marcelo Melo           | Oliver Marach Mate Pavić               | 6–1, 6–4         |
| Tokyo          | Daniil Medvedev       | Kei Nishikori         | 6–2, 6–4         | Ben McLachlan Jan-Lennard Struff    | Raven Klaasen Michael Venus            | 6–4, 7–5         |
| Vienna         | Kevin Anderson        | Kei Nishikori         | 6–3, 7–6(3)      | Joe Salisbury Neal Skupski          | Mike Bryan Édouard Roger-Vasselin      | 7–6(5), 6–3      |
| Basilea        | Roger Federer         | Marius Copil          | 7–6(5), 6–4      | Dominic Inglot Franko Škugor        | Alexander Zverev Miša Zverev           | 6–2, 7–5         |

### 2017
| Torneo         | Vincitore singolare | Finalista singolare   | Punteggio           | Vincitore Doppio                   | Finalista Doppio                        | Punteggio              |
| -------------- | ------------------- | --------------------- | ------------------- | ---------------------------------- | --------------------------------------- | ---------------------- |
| Rotterdam      | Jo-Wilfried Tsonga  | David Goffin          | 4–6, 6–4, 6–1       | Ivan Dodig Marcel Granollers       | Wesley Koolhof Matwé Middelkoop         | 7–6(5), 6–3            |
| Rio de Janeiro | Dominic Thiem       | Pablo Carreño Busta   | 7–5, 6–4            | Pablo Carreño Busta Pablo Cuevas   | Juan Sebastián Cabal Robert Farah       | 6–4, 5–7, [10–8]       |
| Dubai          | Andy Murray         | Fernando Verdasco     | 6–3, 6–2            | Jean-Julien Rojer Horia Tecău      | Rohan Bopanna Marcin Matkowski          | 4–6, 6–3, [10–3]       |
| Acapulco       | Sam Querrey         | Rafael Nadal          | 6–3, 7–6(3)         | Jamie Murray Bruno Soares          | John Isner Feliciano López              | 6–3, 6–3               |
| Barcellona     | Rafael Nadal        | Dominic Thiem         | 6–4, 6–1            | Florin Mergea Aisam-ul-Haq Qureshi | Philipp Petzschner Alexander Peya       | 6–4, 6–3               |
| Halle          | Roger Federer       | Alexander Zverev      | 6–1, 6–3            | Łukasz Kubot Marcelo Melo          | Alexander Zverev Miša Zverev            | 5–7, 6–3, [10–8]       |
| Londra         | Feliciano López     | Marin Čilić           | 4–6, 7–6(2), 7–6(8) | Jamie Murray Bruno Soares          | Julien Benneteau Édouard Roger-Vasselin | 6–2, 6–3               |
| Amburgo        | Leonardo Mayer      | Florian Mayer         | 6–4, 4–6, 6–3       | Ivan Dodig Mate Pavić              | Pablo Cuevas Marc López                 | 6–3, 6–4               |
| Washington     | Alexander Zverev    | Kevin Anderson        | 6–4, 6–4            | Henri Kontinen John Peers          | Łukasz Kubot Marcelo Melo               | 7–6(5), 6–4            |
| Pechino        | Rafael Nadal        | Nick Kyrgios          | 6–2, 6–1            | Henri Kontinen John Peers          | John Isner Jack Sock                    | 6–3, 3–6, [10–7]       |
| Tokyo          | David Goffin        | Adrian Mannarino      | 6–3, 7–5            | Ben McLachlan Yasutaka Uchiyama    | Jamie Murray Bruno Soares               | 6–4, 7–6(1)            |
| Vienna         | Lucas Pouille       | Jo-Wilfried Tsonga    | 6–1, 6–4            | Rohan Bopanna Pablo Cuevas         | Marcelo Demoliner Sam Querrey           | 7–6(7), 6(4)–7, [11–9] |
| Basilea        | Roger Federer       | Juan Martín del Potro | 6(5)–7, 6–4, 6–3    | Ivan Dodig Marcel Granollers       | Fabrice Martin Édouard Roger-Vasselin   | 7–5, 7–6(6)            |

### 2016
| Torneo         | Vincitore singolare | Finalista singolare | Punteggio        | Vincitore Doppio                     | Finalista Doppio                   | Punteggio           |
| -------------- | ------------------- | ------------------- | ---------------- | ------------------------------------ | ---------------------------------- | ------------------- |
| Rotterdam      | Martin Kližan       | Gaël Monfils        | 6(1)-7, 6-3, 6-1 | Nicolas Mahut Vasek Pospisil         | Philipp Petzschner Alexander Peya  | 7–6(2), 6-4         |
| Rio de Janeiro | Pablo Cuevas        | Guido Pella         | 6-4, 6(5)–7, 6-4 | Juan Sebastián Cabal Robert Farah    | Pablo Carreño Busta David Marrero  | 7-6(1), 6-1         |
| Dubai          | Stan Wawrinka       | Marcos Baghdatis    | 6-4, 7–6(13)     | Simone Bolelli Andreas Seppi         | Feliciano López Marc López         | 6-2, 3-6, [14-12]   |
| Acapulco       | Dominic Thiem       | Bernard Tomić       | 7–6(6), 4-6, 6-3 | Treat Conrad Huey Maks Mirny         | Philipp Petzschner Alexander Peya  | 7–6(5), 6-3         |
| Barcellona     | Rafael Nadal        | Kei Nishikori       | 6-4, 7-5         | Bob Bryan Mike Bryan                 | Pablo Cuevas Marcel Granollers     | 7-5, 7-5            |
| Halle          | Florian Mayer       | Alexander Zverev    | 6-2, 5-7, 6-3    | Raven Klaasen Rajeev Ram             | Łukasz Kubot Alexander Peya        | 7–6(5), 6-2         |
| Londra         | Andy Murray         | Milos Raonic        | 6(5)–7, 6-4, 6-3 | Pierre-Hugues Herbert Nicolas Mahut  | Chris Guccione André Sá            | 6-3, 7–6(5)         |
| Amburgo        | Martin Kližan       | Pablo Cuevas        | 6-1, 6-4         | Henri Kontinen John Peers            | Daniel Nestor Aisam-ul-Haq Qureshi | 7-5, 6-3            |
| Washington     | Gaël Monfils        | Ivo Karlović        | 5-7, 7–6(6), 6-4 | Daniel Nestor Édouard Roger-Vasselin | Łukasz Kubot Alexander Peya        | 7–6(3), 7–6(4)      |
| Pechino        | Andy Murray         | Grigor Dimitrov     | 6-4, 7–6(2)      | Pablo Carreño Busta Rafael Nadal     | Jack Sock Bernard Tomić            | 6(6)–7, 6-2, [10-8] |
| Tokyo          | Nick Kyrgios        | David Goffin        | 4-6, 6-3, 7-5    | Marcel Granollers Marcin Matkowski   | Raven Klaasen Rajeev Ram           | 6-2, 7–6(4)         |
| Vienna         | Andy Murray         | Jo-Wilfried Tsonga  | 6-3, 7–6(6)      | Łukasz Kubot Marcelo Melo            | Oliver Marach Fabrice Martin       | 4-6, 6-3, [13-11]   |
| Basilea        | Marin Čilić         | Kei Nishikori       | 6-1, 7–6(5)      | Marcel Granollers Jack Sock          | Robert Lindstedt Michael Venus     | 6-3, 6-4            |

### 2015
| Torneo         | Vincitore singolare | Finalista singolare | Punteggio     | Vincitore Doppio                    | Finalista Doppio                      | Punteggio           |
| -------------- | ------------------- | ------------------- | ------------- | ----------------------------------- | ------------------------------------- | ------------------- |
| Rotterdam      | Stan Wawrinka       | Tomáš Berdych       | 4–6, 6–3, 6–4 | Jean-Julien Rojer Horia Tecău       | Jamie Murray John Peers               | 3-6, 6-3, [10-8]    |
| Rio de Janeiro | David Ferrer        | Fabio Fognini       | 6–2, 6–3      | Martin Kližan Philipp Oswald        | Pablo Andújar Oliver Marach           | 7–6(3), 6-3         |
| Dubai          | Roger Federer       | Novak Đoković       | 6–3, 7–5      | Rohan Bopanna Daniel Nestor         | Aisam-ul-Haq Qureshi Nenad Zimonjić   | 6–4, 6–1            |
| Acapulco       | David Ferrer        | Kei Nishikori       | 6–3, 7–5      | Ivan Dodig Marcelo Melo             | Mariusz Fyrstenberg Santiago González | 7–6(2), 5–7, [10–3] |
| Barcellona     | Kei Nishikori       | Pablo Andújar       | 6–4, 6–4      | Marin Draganja Henri Kontinen       | Jamie Murray John Peers               | 6-3, 6(6)–7, [11-9] |
| Halle          | Roger Federer       | Andreas Seppi       | 7–6(1), 6–1   | Raven Klaasen Rajeev Ram            | Rohan Bopanna Florin Mergea           | 7–6(5), 6-2         |
| Londra         | Andy Murray         | Kevin Anderson      | 6–3, 6–4      | Pierre-Hugues Herbert Nicolas Mahut | Marcin Matkowski Nenad Zimonjić       | 6–2, 6–2            |
| Amburgo        | Rafael Nadal        | Fabio Fognini       | 7–5, 7–5      | Jamie Murray John Peers             | Juan Sebastián Cabal Robert Farah     | 2–6, 6–3, [10–8]    |
| Washington     | Kei Nishikori       | John Isner          | 4–6, 6–4, 6–4 | Bob Bryan Mike Bryan                | Ivan Dodig Marcelo Melo               | 6-4, 6-2            |
| Pechino        | Novak Đoković       | Rafael Nadal        | 6–2, 6–2      | Vasek Pospisil Jack Sock            | Daniel Nestor Édouard Roger-Vasselin  | 3–6, 6–3, [10–6]    |
| Tokyo          | Stan Wawrinka       | Benoît Paire        | 6–2, 6–4      | Raven Klaasen Marcelo Melo          | Juan Sebastián Cabal Robert Farah     | 7–6(5), 3–6, [10–7] |
| Vienna         | David Ferrer        | Steve Johnson       | 4-6, 6-4, 7-5 | Łukasz Kubot Marcelo Melo           | Jamie Murray John Peers               | 4–6, 7–6(3), [10-6] |
| Basilea        | Roger Federer       | Rafael Nadal        | 6-3, 5-7, 6-3 | Alexander Peya Bruno Soares         | Jamie Murray John Peers               | 7-5, 7-5            |

### 2014
| Torneo         | Vincitore singolare | Finalista singolare  | Punteggio           | Vincitore Doppio                        | Finalista Doppio                | Punteggio            |
| -------------- | ------------------- | -------------------- | ------------------- | --------------------------------------- | ------------------------------- | -------------------- |
| Rotterdam      | Tomáš Berdych       | Marin Čilić          | 6–4, 6–2            | Michaël Llodra Nicolas Mahut            | Jean-Julien Rojer Horia Tecău   | 6-2, 7–6(4)          |
| Rio de Janeiro | Rafael Nadal        | Aleksandr Dolhopolov | 6–3, 7–6(3)         | Juan Sebastián Cabal Robert Farah       | David Marrero Marcelo Melo      | 6-4, 6-2             |
| Dubai          | Roger Federer       | Tomáš Berdych        | 3–6, 6–4, 6–3       | Rohan Bopanna Aisam-ul-Haq Qureshi      | Daniel Nestor Nenad Zimonjić    | 6-4, 6-3             |
| Acapulco       | Grigor Dimitrov     | Kevin Anderson       | 7–6(1), 3–6, 7–6(5) | Kevin Anderson Matthew Ebden            | Feliciano López Maks Mirny      | 6-3, 6-3             |
| Barcellona     | Kei Nishikori       | Santiago Giraldo     | 6–2, 6–2            | Jesse Huta Galung Stéphane Robert       | Daniel Nestor Nenad Zimonjić    | 6-3, 6-3             |
| Amburgo        | Leonardo Mayer      | David Ferrer         | 6(3)–7, 6–1, 7–6(4) | Marin Draganja Florin Mergea            | Alexander Peya Bruno Soares     | 6-4, 7-5             |
| Washington     | Milos Raonic        | Vasek Pospisil       | 6–1, 6–4            | Jean-Julien Rojer Horia Tecău           | Samuel Groth Leander Paes       | 7-5, 6-4             |
| Pechino        | Novak Đoković       | Tomáš Berdych        | 6–0, 6–2            | Jean-Julien Rojer Horia Tecău           | Julien Benneteau Vasek Pospisil | 6(6)–7, 7-5, [10-5]  |
| Tokyo          | Kei Nishikori       | Milos Raonic         | 7–6(5), 4–6, 6–4    | Pierre-Hugues Herbert Michał Przysiężny | Ivan Dodig Marcelo Melo         | 6-3, 6(3)–7, [10-5]  |
| Valencia       | Andy Murray         | Tommy Robredo        | 3–6, 7–6(7), 7–6(8) | Jean-Julien Rojer Horia Tecău           | Kevin Anderson Jérémy Chardy    | 6-4, 6-2             |
| Basilea        | Roger Federer       | David Goffin         | 6–2, 6–2            | Vasek Pospisil Nenad Zimonjić           | Marin Draganja Henri Kontinen   | 7–6(13), 1-6, [10-5] |

### 2013
| Torneo     | Vincitore singolare   | Finalista singolare | Punteggio        | Vincitore Doppio                     | Finalista Doppio                   | Punteggio               |
| ---------- | --------------------- | ------------------- | ---------------- | ------------------------------------ | ---------------------------------- | ----------------------- |
| Rotterdam  | Juan Martín del Potro | Julien Benneteau    | 7–6(2), 6–3      | Robert Lindstedt Nenad Zimonjić      | Thiemo de Bakker Jesse Huta Galung | 5-7, 6-3, [10-8]        |
| Memphis    | Kei Nishikori         | Feliciano López     | 6–2, 6–3         | Bob Bryan Mike Bryan                 | James Blake Jack Sock              | 6-1, 6-2                |
| Dubai      | Novak Đoković         | Tomáš Berdych       | 7–5, 6–3         | Mahesh Bhupathi Michaël Llodra       | Robert Lindstedt Nenad Zimonjić    | 7–6(6), 7–6(6)          |
| Acapulco   | Rafael Nadal          | David Ferrer        | 6–0, 6–2         | Łukasz Kubot David Marrero           | Simone Bolelli Fabio Fognini       | 7-5, 6-2                |
| Barcellona | Rafael Nadal          | Nicolás Almagro     | 6–4, 6–3         | Alexander Peya Bruno Soares          | Robert Lindstedt Daniel Nestor     | 5-7, 7–6(7), [10-4]     |
| Amburgo    | Fabio Fognini         | Federico Delbonis   | 4–6, 7–6(8), 6–2 | Mariusz Fyrstenberg Marcin Matkowski | Alexander Peya Bruno Soares        | 3-6, 6-1, [10-8]        |
| Washington | Juan Martín del Potro | John Isner          | 3–6, 6–1, 6–2    | Julien Benneteau Nenad Zimonjić      | Mardy Fish Radek Štěpánek          | 7–6(5), 7-5             |
| Pechino    | Novak Đoković         | Rafael Nadal        | 6-3, 6-4         | Maks Mirny Horia Tecău               | Fabio Fognini Andreas Seppi        | 6-4, 6-2                |
| Tokyo      | Juan Martín del Potro | Milos Raonic        | 7–6(5),7-5       | Rohan Bopanna Édouard Roger-Vasselin | Jamie Murray John Peers            | 7–6(5), 6-4             |
| Valencia   | Michail Južnyj        | David Ferrer        | 6–3, 7–5         | Alexander Peya Bruno Soares          | Bob Bryan Mike Bryan               | 7–6(3), 6(1)-7, [13-11] |
| Basilea    | Juan Martín del Potro | Roger Federer       | 7–6(3), 2–6, 6–4 | Treat Conrad Huey Dominic Inglot     | Julian Knowle Oliver Marach        | 6-3, 3-6, [10-4]        |

### 2012
| Torneo     | Vincitore singolare   | Finalista singolare   | Punteggio           | Vincitore Doppio                     | Finalista Doppio                               | Punteggio              |
| ---------- | --------------------- | --------------------- | ------------------- | ------------------------------------ | ---------------------------------------------- | ---------------------- |
| Rotterdam  | Roger Federer         | Juan Martín del Potro | 6–1, 6–4            | Michaël Llodra Nenad Zimonjić        | Robert Lindstedt Horia Tecău                   | 4-6, 7-5, [16-14]      |
| Memphis    | Jürgen Melzer         | Milos Raonic          | 7–5, 7–6(4)         | Maks Mirny Daniel Nestor             | Ivan Dodig Marcelo Melo                        | 4–6, 7-5, [10–7]       |
| Dubai      | Roger Federer         | Andy Murray           | 7–5, 6–4            | Mahesh Bhupathi Rohan Bopanna        | Mariusz Fyrstenberg Marcin Matkowski           | 6-4, 3-6, [10-5]       |
| Acapulco   | David Ferrer          | Fernando Verdasco     | 6–1, 6–2            | David Marrero Fernando Verdasco      | Marcel Granollers Marc López                   | 6-3, 6-4               |
| Barcellona | Rafael Nadal          | David Ferrer          | 7–6(1), 7–5         | Mariusz Fyrstenberg Marcin Matkowski | Marcel Granollers Marc López                   | 2-6, 7–6(7), [10-8]    |
| Amburgo    | Juan Mónaco           | Tommy Haas            | 7–5, 6–4            | David Marrero Fernando Verdasco      | Rogério Dutra da Silva Daniel Muñoz de la Nava | 6-4, 6-3               |
| Washington | Aleksandr Dolhopolov  | Tommy Haas            | 6(7)–7, 6–4, 6–1    | Treat Conrad Huey Dominic Inglot     | Kevin Anderson Sam Querrey                     | 7–6(7), 6(9)–7, [10-5] |
| Pechino    | Novak Đoković         | Jo-Wilfried Tsonga    | 7–6(4), 6–2         | Bob Bryan Mike Bryan                 | Carlos Berlocq Denis Istomin                   | 6-3, 6-2               |
| Tokyo      | Kei Nishikori         | Milos Raonic          | 7–6(5), 3–6, 6–0    | Alexander Peya Bruno Soares          | Leander Paes Radek Štěpánek                    | 6-3, 7–6(5)            |
| Valencia   | David Ferrer          | Aleksandr Dolhopolov  | 6–1, 3–6, 6–4       | Alexander Peya Bruno Soares          | David Marrero Fernando Verdasco                | 6-3, 6-2               |
| Basilea    | Juan Martín del Potro | Roger Federer         | 6–4, 6(5)–7, 7–6(4) | Daniel Nestor Nenad Zimonjić         | Treat Conrad Huey Dominic Inglot               | 7-5, 6(4)–7, [10-5]    |

### 2011
| Torneo     | Vincitore singolare | Finalista singolare | Punteggio            | Vincitore Doppio                   | Finalista Doppio               | Punteggio              |
| ---------- | ------------------- | ------------------- | -------------------- | ---------------------------------- | ------------------------------ | ---------------------- |
| Rotterdam  | Robin Söderling     | Jo-Wilfried Tsonga  | 6–3, 3–6, 6–3        | Jürgen Melzer Philipp Petzschner   | Michaël Llodra Nenad Zimonjić  | 6-4, 3-6, [10-5]       |
| Memphis    | Andy Roddick        | Milos Raonic        | 7–6(7), 6(11)–7, 7–5 | Maks Mirny Daniel Nestor           | Eric Butorac Jean-Julien Rojer | 6–2, 6(6)–7, [10–3]    |
| Dubai      | Novak Đoković       | Roger Federer       | 6–3, 6–3             | Serhij Stachovs'kyj Michail Južnyj | Jérémy Chardy Feliciano López  | 4-6, 6-3, [10-3]       |
| Acapulco   | David Ferrer        | Nicolás Almagro     | 7–6(4), 6(2)–7, 6–2  | Victor Hănescu Horia Tecău         | Marcelo Melo Bruno Soares      | 6-1, 6-3               |
| Barcellona | Rafael Nadal        | David Ferrer        | 6–2, 6–4             | Santiago González Scott Lipsky     | Bob Bryan Mike Bryan           | 5-7, 6–2, [12-10]      |
| Amburgo    | Gilles Simon        | Nicolás Almagro     | 6–4, 4–6, 6–4        | Oliver Marach Alexander Peya       | František Čermák Filip Polášek | 6-4, 6-1               |
| Washington | Radek Štěpánek      | Gaël Monfils        | 6–4, 6–4             | Michaël Llodra Nenad Zimonjić      | Robert Lindstedt Horia Tecău   | 6(3)–7, 7–6(6), [10-7] |
| Tokyo      | Andy Murray         | Rafael Nadal        | 3–6, 6–2, 6–0        | Andy Murray Jamie Murray           | František Čermák Filip Polášek | 6-1, 6-4               |
| Pechino    | Tomáš Berdych       | Marin Čilić         | 3–6, 6–4, 6–1        | Michaël Llodra Nenad Zimonjić      | Robert Lindstedt Horia Tecău   | 7–6(2), 7–6(4)         |
| Basilea    | Roger Federer       | Kei Nishikori       | 6–1, 6–3             | Michaël Llodra Nenad Zimonjić      | Maks Mirny Daniel Nestor       | 6-4, 7-5               |
| Valencia   | Marcel Granollers   | Juan Mónaco         | 6–2, 4–6, 7–6(3)     | Bob Bryan Mike Bryan               | Eric Butorac Jean-Julien Rojer | 6–4, 7–6(9)            |

### 2010
| Torneo     | Vincitore singolare | Finalista singolare | Punteggio           | Vincitore Doppio               | Finalista Doppio                     | Punteggio           |
| ---------- | ------------------- | ------------------- | ------------------- | ------------------------------ | ------------------------------------ | ------------------- |
| Rotterdam  | Robin Söderling     | Michail Južnyj      | 6–3, 4–6, 6–0       | Daniel Nestor Nenad Zimonjić   | Simon Aspelin Paul Hanley            | 6–4, 4-6, [10-7]    |
| Memphis    | Sam Querrey         | John Isner          | 6(3)–7, 7–6(5), 6–3 | John Isner Sam Querrey         | Ross Hutchins Jordan Kerr            | 6–4, 6–4            |
| Acapulco   | David Ferrer        | Juan Carlos Ferrero | 6–3, 3–6, 6–1       | Łukasz Kubot Oliver Marach     | Fabio Fognini Potito Starace         | 6-0, 6-0            |
| Dubai      | Novak Đoković       | Michail Južnyj      | 7–5, 5–7, 6–3       | Simon Aspelin Paul Hanley      | Lukáš Dlouhý Leander Paes            | 6-2, 6-3            |
| Barcellona | Fernando Verdasco   | Robin Söderling     | 6–3, 4–6, 6–3       | Daniel Nestor Nenad Zimonjić   | Lleyton Hewitt Mark Knowles          | 4–6, 6–3, [10-6]    |
| Amburgo    | Andrej Golubev      | Jürgen Melzer       | 6–3, 7–5            | Marc López David Marrero       | Jérémy Chardy Paul-Henri Mathieu     | 6-3, 2-6, [10-8]    |
| Washington | David Nalbandian    | Marcos Baghdatis    | 6–2, 7–6(4)         | Mardy Fish Mark Knowles        | Tomáš Berdych Radek Štěpánek         | 4–6, 7–6(7), [10–7] |
| Pechino    | Novak Đoković       | David Ferrer        | 6–2, 6–4            | Bob Bryan Mike Bryan           | Mariusz Fyrstenberg Marcin Matkowski | 6-1, 7–6(5)         |
| Tokyo      | Rafael Nadal        | Gaël Monfils        | 6–1, 7–5            | Eric Butorac Jean-Julien Rojer | Andreas Seppi Dmitrij Tursunov       | 6-3, 6-2            |
| Basilea    | Roger Federer       | Novak Đoković       | 6–4, 3–6, 6–1       | Bob Bryan Mike Bryan           | Daniel Nestor Nenad Zimonjić         | 6-3, 3-6, [10-3]    |
| Valencia   | David Ferrer        | Marcel Granollers   | 7–5, 6–3            | Andy Murray Jamie Murray       | Mahesh Bhupathi Maks Mirny           | 7–6(8), 5-7, [10-7] |

### 2009
| Torneo     | Vincitore singolare   | Finalista singolare | Punteggio        | Vincitore Doppio                 | Finalista Doppio                     | Punteggio        |
| ---------- | --------------------- | ------------------- | ---------------- | -------------------------------- | ------------------------------------ | ---------------- |
| Rotterdam  | Andy Murray           | Rafael Nadal        | 6–3, 4–6, 6–0    | Daniel Nestor Nenad Zimonjić     | Lukáš Dlouhý Leander Paes            | 6-2, 7-5         |
| Memphis    | Andy Roddick          | Radek Štěpánek      | 7–5, 7–5         | Mardy Fish Mark Knowles          | Travis Parrott Filip Polášek         | 7–6(7), 6-1      |
| Acapulco   | Nicolás Almagro       | Gaël Monfils        | 6–4, 6–4         | František Čermák Michal Mertiňák | Łukasz Kubot Oliver Marach           | 4-6, 6-4, [10-7] |
| Dubai      | Novak Đoković         | David Ferrer        | 7–5, 6–3         | Rik De Voest Dmitrij Tursunov    | Martin Damm Robert Lindstedt         | 4-6, 6-3, [10-7] |
| Barcellona | Rafael Nadal          | David Ferrer        | 6–2, 7–5         | Daniel Nestor Nenad Zimonjić     | Mahesh Bhupathi Mark Knowles         | 6-3, 7–6(9)      |
| Amburgo    | Nikolaj Davydenko     | Paul-Henri Mathieu  | 6–4, 6–2         | Simon Aspelin Paul Hanley        | Marcelo Melo Filip Polášek           | 6-3, 6-3         |
| Washington | Juan Martín del Potro | Andy Roddick        | 3–6, 7–5, 7–6(6) | Martin Damm Robert Lindstedt     | Mariusz Fyrstenberg Marcin Matkowski | 7–5, 7–6(3)      |
| Pechino    | Novak Đoković         | Marin Čilić         | 6–2, 7–6(4)      | Bob Bryan Mike Bryan             | Mark Knowles Andy Roddick            | 6-4, 6-2         |
| Tokyo      | Jo-Wilfried Tsonga    | Michail Južnyj      | 6–3, 6–3         | Julian Knowle Jürgen Melzer      | Ross Hutchins Jordan Kerr            | 6–2, 5–7, [10–8] |
| Basilea    | Novak Đoković         | Roger Federer       | 6–4, 4–6, 6–2    | Daniel Nestor Nenad Zimonjić     | Bob Bryan Mike Bryan                 | 6–2, 6–3         |
| Valencia   | Andy Murray           | Michail Južnyj      | 6–3, 6–2         | František Čermák Michal Mertiňák | Marcel Granollers Tommy Robredo      | 6–4, 6–3         |

## Vittorie
I numeri si riferiscono solo alla categoria ATP 500, i dati si riferiscono alle vittorie dal 2009 senza considerare le vittorie precedenti alla riforma dei tornei

### Singolare
76 tennisti diversi hanno vinto almeno un titolo ATP 500 (dal 2009) in singolare maschile. Ultimo aggiornamento 27 luglio 2025, (Washington).
In grassetto i giocatori ancora in attività.
|     | Giocatore             | Titoli |
| --- | --------------------- | ------ |
| 1.  | Roger Federer         | 16     |
| 2.  | Rafael Nadal          | 15     |
| 3.  | Novak Đoković         | 14     |
| 4.  | Andy Murray           | 9      |
| 5.  | David Ferrer          | 8      |
| 6.  | Juan Martín del Potro | 7      |
| 6.  | Carlos Alcaraz        | 7      |
| 8.  | Kei Nishikori         | 6      |
| 8.  | Andrej Rublëv         | 6      |
| 8.  | Alexander Zverev      | 6      |
| 11. | Dominic Thiem         | 5      |
| 11. | Jannik Sinner         | 5      |
| 13. | Nick Kyrgios          | 4      |
| 13. | Daniil Medvedev       | 4      |
| 15. | Stan Wawrinka         | 3      |
| 15. | Nik'oloz Basilashvili | 3      |
| 15. | Gaël Monfils          | 3      |
| 15. | Félix Auger-Aliassime | 3      |
| 15. | Alex de Minaur        | 3      |

### Titoli dal 1990
In grassetto i giocatori ancora in attività.
|     | Giocatore             | Titoli |
| --- | --------------------- | ------ |
| 1.  | Roger Federer         | 24     |
| 2.  | Rafael Nadal          | 23     |
| 3.  | Novak Đoković         | 15     |
| 4.  | Pete Sampras          | 12     |
| 5.  | David Ferrer          | 10     |
| 6.  | Boris Becker          | 9      |
| 6.  | Juan Martín del Potro | 9      |
| 6.  | Andy Murray           | 9      |
| 9.  | Stefan Edberg         | 8      |
| 10. | / Goran Ivanišević    | 7      |
| 10. | Carlos Alcaraz        | 7      |
| 12. | / Ivan Lendl          | 6      |
| 12. | Andre Agassi          | 6      |
| 12. | Kei Nishikori         | 6      |
| 12. | Andrej Rublëv         | 6      |
| 12. | Alexander Zverev      | 6      |

### Doppio
129 tennisti diversi hanno vinto almeno un titolo ATP 500 (dal 2009) in doppio. Ultimo aggiornamento 27 luglio 2025, (Washington).
In grassetto i giocatori ancora in attività.
|    | Giocatore         | Titoli |
| -- | ----------------- | ------ |
| 1. | Nenad Zimonjić    | 13     |
| 2. | Marcelo Melo      | 12     |
| 3. | Daniel Nestor     | 10     |
| 3. | Horia Tecau       | 10     |
| 5. | Bruno Soares      | 9      |
| 5. | Łukasz Kubot      | 9      |
| 5. | Ivan Dodig        | 9      |
| 5. | John Peers        | 9      |
| 9. | Mike Bryan        | 8      |
| 9. | Bob Bryan         | 8      |
| 9. | Jamie Murray      | 8      |
| 9. | Nicolas Mahut     | 8      |
| 9. | Jean-Julien Rojer | 8      |

### Titoli dal 1990
In grassetto i giocatori ancora in attività.
|     | Giocatore       | Titoli |
| --- | --------------- | ------ |
| 1.  | Daniel Nestor   | 20     |
| 2.  | Nenad Zimonjić  | 17     |
| 3.  | Mark Knowles    | 15     |
| 4.  | Bob Bryan       | 14     |
| 4.  | Mike Bryan      | 14     |
| 6.  | Todd Woodbridge | 12     |
| 6.  | Marcelo Melo    | 12     |
| 8.  | Mark Woodforde  | 11     |
| 9.  | Horia Tecău     | 10     |
| 10. | Łukasz Kubot    | 9      |
| 10. | Bruno Soares    | 9      |
| 10. | Ivan Dodig      | 9      |
| 10. | Jamie Murray    | 9      |
| 10. | John Peers      | 9      |

## Vincitori dei vari tornei

### Singolare
Il numero tra parentesi delle vittorie indicano solo i tornei vinti negli ATP Tour 500 (dal 2009).
- Aggiornato al 9 febbraio 2025, (Rotterdam/Dallas).

| Torneo            | 2009            | 2010             | 2011             | 2012             | 2013            | 2014            | 2015            | 2016           | 2017            | 2018                | 2019               | 2020            | 2021                | 2022                  | 2023                  | 2024                    | 2025             |
| ----------------- | --------------- | ---------------- | ---------------- | ---------------- | --------------- | --------------- | --------------- | -------------- | --------------- | ------------------- | ------------------ | --------------- | ------------------- | --------------------- | --------------------- | ----------------------- | ---------------- |
| Rotterdam         | Murray (1/9)    | Söderling (1/2)  | Söderling (2/2)  | Federer (3/16)   | Del Potro (3/7) | Berdych (2/2)   | Wawrinka (1/3)  | Kližan (1/2)   | Tsonga (2/2)    | Federer (12/16)     | Monfils (2/3)      | Monfils (3/3)   | Rublëv (4/5)        | Auger-Aliassime (1/3) | Medvedev (3/4)        | Sinner (4/5)            | Alcaraz (6/6)    |
| Memphis           | Roddick (1/2)   | Querrey (1/2)    | Roddick (2/2)    | J. Melzer (1/1)  | Nishikori (2/6) | ATP 250         | ATP 250         | ATP 250        | ATP 250         | Non disputato       | Non disputato      | Non disputato   | Non disputato       | Non disputato         | Non disputato         | Non disputato           | Non disputato    |
| Acapulco          | Almagro (1/1)   | Ferrer (1/8)     | Ferrer (3/8)     | Ferrer (4/8)     | Nadal (5/15)    | Dimitrov (1/1)  | Ferrer (7/8)    | Thiem (1/5)    | Querrey (2/2)   | Del Potro (7/7)     | Kyrgios (2/4)      | Nadal (13/15)   | Zverev (3/5)        | Nadal (15/15)         | De Minaur (1/2)       | De Minaur (2/2)         |                  |
| Dubai             | Đoković (1/14)  | Đoković (4/14)   | Đoković (6/14)   | Federer (4/16)   | Đoković (8/14)  | Federer (5/16)  | Federer (7/16)  | Wawrinka (3/3) | Murray (9/9)    | Bautista Agut (1/1) | Federer (14/16)    | Đoković (13/14) | Karacev (1/1)       | Rublëv (5/5)          | Medvedev (4/4)        | Humbert (2/2)           |                  |
| Barcellona        | Nadal (1/15)    | Verdasco (1/1)   | Nadal (3/15)     | Nadal (4/15)     | Nadal (6/15)    | Nishikori (3/6) | Nishikori (5/6) | Nadal (9/15)   | Nadal (10/15)   | Nadal (12/15)       | Thiem (3/5)        | Non disputato   | Nadal (14/15)       | Alcaraz (2/6)         | Alcaraz (3/6)         | Ruud (1/1)              |                  |
| Amburgo           | Davydenko (1/1) | Golubev (1/1)    | Simon (1/1)      | Mónaco (1/1)     | Fognini (1/1)   | L. Mayer (1/2)  | Nadal (8/15)    | Kližan (2/2)   | L. Mayer (2/2)  | Basilashvili (1/3)  | Basilashvili (3/3) | Rublëv (1/5)    | Carreño Busta (1/1) | Musetti (1/1)         | Zverev (5/5)          | Fils (1/2)              |                  |
| Washington        | Del Potro (1/7) | Nalbandian (1/1) | Štěpánek (1/1)   | Dolhopolov (1/1) | Del Potro (4/7) | Raonic (1/1)    | Nishikori (6/6) | Monfils (1/3)  | Zverev (1/5)    | Zverev (2/5)        | Kyrgios (3/4)      | Non disputato   | Sinner (1/5)        | Kyrgios (4/4)         | Evans (1/1)           | Korda (1/1)             |                  |
| Pechino           | Đoković (2/14)  | Đoković (5/14)   | Berdych (1/2)    | Đoković (7/14)   | Đoković (9/14)  | Đoković (10/14) | Đoković (11/14) | Murray (7/9)   | Nadal (11/15)   | Basilashvili (2/3)  | Thiem (4/5)        | Non disputato   | Non disputato       | Non disputato         | Sinner (2/5)          | Alcaraz (5/6)           |                  |
| Tokyo             | Tsonga (1/2)    | Nadal (2/15)     | Murray (3/9)     | Nishikori (1/6)  | Del Potro (5/7) | Nishikori (4/6) | Wawrinka (2/3)  | Kyrgios (1/4)  | Goffin (1/1)    | Medvedev (1/4)      | Đoković (12/14)    | Non disputato   | Non disputato       | Fritz (1/1)           | Shelton (1/1)         | Fils (2/2)              |                  |
| Basilea           | Đoković (3/14)  | Federer (1/16)   | Federer (2/16)   | Del Potro (2/7)  | Del Potro (6/7) | Federer (6/16)  | Federer (9/16)  | Čilić (1/2)    | Federer (11/16) | Federer (13/16)     | Federer (16/16)    | Non disputato   | Non disputato       | Auger-Aliassime (2/3) | Auger-Aliassime (3/3) | Mpetshi Perricard (1/1) |                  |
| Valencia          | Murray (2/9)    | Ferrer (2/8)     | Granollers (1/1) | Ferrer (5/8)     | Južnyj (1/1)    | Murray (4/9)    | ATP 250         | Non disputato  | Non disputato   | Non disputato       | Non disputato      | Non disputato   | Non disputato       | Non disputato         | Non disputato         | Non disputato           | Non disputato    |
| Rio de Janeiro    | Non disputato   | Non disputato    | Non disputato    | Non disputato    | Non disputato   | Nadal (7/15)    | Ferrer (6/8)    | Cuevas (1/1)   | Thiem (2/5)     | Schwartzman (1/1)   | Đere (1/1)         | Garín (1/1)     | Non disputato       | Alcaraz (1/6)         | Norrie (1/1)          | Báez (1/1)              |                  |
| Halle             | ATP 250         | ATP 250          | ATP 250          | ATP 250          | ATP 250         | ATP 250         | Federer (8/16)  | F. Mayer (1/1) | Federer (10/16) | Ćorić (1/1)         | Federer (15/16)    | Non disputato   | Humbert (1/2)       | Hurkacz (1/1)         | Bublik (1/1)          | Sinner (5/5)            |                  |
| Londra            | ATP 250         | ATP 250          | ATP 250          | ATP 250          | ATP 250         | ATP 250         | Murray (5/9)    | Murray (6/9)   | F. López (1/2)  | Čilić (2/2)         | F. López (2/2)     | Non disputato   | Berrettini (1/2)    | Berrettini (2/2)      | Alcaraz (4/6)         | Paul (1/1)              |                  |
| Vienna            | ATP 250         | ATP 250          | ATP 250          | ATP 250          | ATP 250         | ATP 250         | Ferrer (8/8)    | Murray (8/9)   | Pouille (1/1)   | Anderson (1/1)      | Thiem (5/5)        | Rublëv (3/5)    | Zverev (4/5)        | Medvedev (2/4)        | Sinner (3/5)          | Draper (1/1)            |                  |
| San Pietroburgo   | ATP 250         | ATP 250          | ATP 250          | ATP 250          | ATP 250         | ATP 250         | ATP 250         | ATP 250        | ATP 250         | ATP 250             | ATP 250            | Rublëv (2/5)    | ATP 250             | Non disputato         | Non disputato         | Non disputato           | Non disputato    |
| Astana            | Non disputato   | Non disputato    | Non disputato    | Non disputato    | Non disputato   | Non disputato   | Non disputato   | Non disputato  | Non disputato   | Non disputato       | Non disputato      | ATP 250         | ATP 250             | Đoković (14/14)       | ATP 250               | ATP 250                 | ATP 250          |
| Dallas            | Non disputato   | Non disputato    | Non disputato    | Non disputato    | Non disputato   | Non disputato   | Non disputato   | Non disputato  | Non disputato   | Non disputato       | Non disputato      | Non disputato   | Non disputato       | ATP 250               | ATP 250               | ATP 250                 | Shapovalov (1/1) |
| Doha              | ATP 250         | ATP 250          | ATP 250          | ATP 250          | ATP 250         | ATP 250         | ATP 250         | ATP 250        | ATP 250         | ATP 250             | ATP 250            | ATP 250         | ATP 250             | ATP 250               | ATP 250               | ATP 250                 |                  |
| Monaco di Baviera | ATP 250         | ATP 250          | ATP 250          | ATP 250          | ATP 250         | ATP 250         | ATP 250         | ATP 250        | ATP 250         | ATP 250             | ATP 250            | Non disputato   | ATP 250             | ATP 250               | ATP 250               | ATP 250                 |                  |

### Doppio
Il numero tra parentesi delle vittorie indicano solo i tornei vinti negli ATP Tour 500 (dal 2009).
Aggiornato al 9 febbraio 2025, (Rotterdam/Dallas).
| Torneo            | 2009                          | 2010                            | 2011                             | 2012                              | 2013                               | 2014                            | 2015                          | 2016                                | 2017                             | 2018                             | 2019                             | 2020                                 | 2021                              | 2022                             | 2023                                   | 2024                            | 2025                          |
| ----------------- | ----------------------------- | ------------------------------- | -------------------------------- | --------------------------------- | ---------------------------------- | ------------------------------- | ----------------------------- | ----------------------------------- | -------------------------------- | -------------------------------- | -------------------------------- | ------------------------------------ | --------------------------------- | -------------------------------- | -------------------------------------- | ------------------------------- | ----------------------------- |
| Rotterdam         | Nestor (1/10) Zimonjić (1/13) | Nestor (4/10) Zimonjić (4/13)   | J. Melzer (2/4) Petzschner (1/1) | Llodra (4/6) Zimonjić (9/13)      | Lindstedt (2/2) Zimonjić (11/13)   | Llodra (6/6) Mahut (1/8)        | Rojer (5/8) Tecău (6/10)      | Mahut (3/8) Pospisil (3/3)          | Dodig (2/9) Granollers (3/6)     | Herbert (4/6) Mahut (5/8)        | Chardy (1/1) Kontinen (6/6)      | Herbert (5/6) Mahut (7/8)            | Mektić (1/4) Pavić (2/4)          | Haase (1/1) Middelkoop (1/1)     | Dodig (7/9) Krajicek (2/4)             | Koolhof (1/1) Mektić (4/4)      | Bolelli (5/5) Vavassori (3/3) |
| Memphis           | Fish (1/2) Knowles (1/2)      | Isner (1/1) Querrey (1/1)       | Mirny (1/4) Nestor (6/10)        | Mirny (2/4) Nestor (7/10)         | B. Bryan (6/8) M. Bryan (6/8)      | ATP 250                         | ATP 250                       | ATP 250                             | ATP 250                          | Non disputato                    | Non disputato                    | Non disputato                        | Non disputato                     | Non disputato                    | Non disputato                          | Non disputato                   | Non disputato                 |
| Acapulco          | Čermák (1/2) Mertiňák (1/2)   | Kubot (1/9) Marach (1/3)        | Hănescu (1/1) Tecău (1/10)       | Marrero (2/5) Verdasco (1/3)      | Kubot (2/9) Marrero (4/5)          | Anderson (1/1) Ebden (1/1)      | Dodig (1/9) Melo (1/11)       | Huey (3/3) Mirny (4/4)              | J. Murray (4/8) Soares (6/9)     | J. Murray (6/8) Soares (8/9)     | A. Zverev (1/1) M. Zverev (1/1)  | Kubot (8/9) Melo (8/11)              | K. Skupski (1/1) N. Skupski (2/3) | López (3/3) Tsitsipas (1/1)      | Erler (2/3) Miedler (2/3)              | Nys (1/1) Zieliński (1/1)       |                               |
| Dubai             | De Voest (1/1) Tursunov (1/1) | Aspelin (2/2) Hanley (2/2)      | Stakhovsky (1/1) Južnyj (1/1)    | Bhupathi (1/2) Bopanna (1/5)      | Bhupathi (2/2) Llodra (5/6)        | Bopanna (3/5) Qureshi (1/2)     | Bopanna (4/5) Nestor (9/10)   | Bolelli (1/5) Seppi (1/1)           | Rojer (6/8) Tecău (7/10)         | Rojer (7/8) Tecău (8/10)         | Ram (3/5) Salisbury (2/4)        | Peers (6/9) Venus (3/7)              | Cabal (4/6) Farah (4/6)           | Pütz (2/4) Venus (6/7)           | Cressy (1/1) Martin (1/1)              | Griekspoor (1/1) Struff (2/2)   |                               |
| Barcellona        | Nestor (2/10) Zimonjić (2/13) | Nestor (5/10) Zimonjić (5/13)   | S. González (1/2) Lipsky (1/1)   | Fyrstenberg (1/2) Matkowski (1/3) | Peya (4/6) Soares (3/9)            | Huta Galung (1/1) Robert (1/1)  | Draganja (2/2) Kontinen (1/6) | B. Bryan (8/8) M. Bryan (8/8)       | Mergea (2/2) Qureshi (2/2)       | F. López (1/2) M. López (2/2)    | Cabal (3/6) Farah (3/6)          | Non disputato                        | Cabal (5/6) Farah (5/6)           | Krawietz (2/4) Mies (1/1)        | M. González (3/5) Molteni (2/4)        | M. González (5/5) Molteni (4/4) |                               |
| Amburgo           | Aspelin (1/2) Hanley (1/2)    | M. López (1/2) Marrero (1/5)    | Marach (2/3) Peya (1/6)          | Marrero (3/5) Verdasco (2/3)      | Fyrstenberg (2/2) Matkowski (2/3)  | Draganja (1/2) Mergea (1/2)     | J. Murray (3/8) Peers (1/9)   | Kontinen (2/6) Peers (2/9)          | Dodig (3/9) Pavić (1/4)          | Peralta (1/1) Zeballos (1/3)     | Marach (3/3) J. Melzer (3/4)     | Peers (7/9) Venus (4/7)              | Pütz (1/4) Venus (5/7)            | Glasspool (1/2) Heliövaara (1/1) | Krawietz (3/4) Pütz (3/4)              | Krawietz (4/4) Pütz (4/4)       |                               |
| Washington        | Damm (1/1) Lindstedt (1/2)    | Fish (2/2) Knowles (2/2)        | Llodra (1/6) Zimonjić (6/13)     | Huey (1/3) Inglot (1/3)           | Benneteau (1/1) Zimonjić (12/13)   | Rojer (2/8) Tecău (3/10)        | B. Bryan (7/8) M. Bryan (7/8) | Nestor (10/10) Roger-Vasselin (2/5) | Kontinen (3/6) Peers (3/9)       | J. Murray (7/8) Soares (9/9)     | Klaasen (5/6) Venus (2/7)        | Non disputato                        | Klaasen (6/6) McLachlan (3/3)     | Kyrgios (1/1) Sock (3/3)         | M. González (4/5) Molteni (3/4)        | Lammons (1/1) Withrow (1/1)     |                               |
| Pechino           | B. Bryan (1/8) M. Bryan (1/8) | B. Bryan (2/8) M. Bryan (2/8)   | Llodra (2/6) Zimonjić (7/13)     | B. Bryan (5/8) M. Bryan (5/8)     | Mirny (3/4) Tecău (2/10)           | Rojer (3/8) Tecău (4/10)        | Pospisil (2/3) Sock (1/3)     | Carreño Busta (1/2) Nadal (1/1)     | Kontinen (4/6) Peers (4/9)       | Kubot (7/9) Melo (7/11)          | Dodig (5/9) Polášek (1/1)        | Non disputato                        | Non disputato                     | Non disputato                    | Dodig (9/9) Krajicek (4/4)             | Bolelli (4/5) Vavassori (2/3)   |                               |
| Tokyo             | Knowle (1/1) J. Melzer (1/4)  | Butorac (1/1) Rojer (1/8)       | A. Murray (2/3) J. Murray (2/8)  | Peya (2/6) Soares (1/9)           | Bopanna (2/5) Roger-Vasselin (1/5) | Herbert (1/6) Przysiężny (1/1)  | Klaasen (2/6) Melo (2/11)     | Granollers (1/6) Matkowski (3/3)    | McLachlan (1/3) Uchiyama (1/1)   | McLachlan (2/3) Struff (1/2)     | Mahut (6/8) Roger-Vasselin (3/5) | Non disputato                        | Non disputato                     | McDonald (1/1) Melo (10/11)      | Hijikata (1/1) Purcell (1/1)           | Glasspool (2/2) Cash (1/1)      |                               |
| Basilea           | Nestor (3/10) Zimonjić (3/13) | B. Bryan (3/8) M. Bryan (3/8)   | Llodra (3/6) Zimonjić (8/13)     | Nestor (8/10) Zimonjić (10/13)    | Huey (2/3) Inglot (2/3)            | Pospisil (1/3) Zimonjić (13/13) | Peya (6/6) Soares (5/10)      | Granollers (2/6) Sock (2/3)         | Dodig (4/9) Granollers (4/6)     | Inglot (3/3) Škugor (1/1)        | Rojer (8/8) Tecău (9/10)         | Non disputato                        | Non disputato                     | Dodig (6/9) Krajicek (1/4)       | S. González (2/2) Roger-Vasselin (5/5) | J. Murray (8/8) Peers (9/9)     |                               |
| Valencia          | Čermák (2/2) Mertiňák (2/2)   | A. Murray (1/3) J. Murray (1/8) | B. Bryan (4/8) M.Bryan (4/8)     | Peya (3/6) Soares (2/9)           | Peya (5/6) Soares (4/9)            | Rojer (4/8) Tecău (5/10)        | ATP 250                       | Non disputato                       | Non disputato                    | Non disputato                    | Non disputato                    | Non disputato                        | Non disputato                     | Non disputato                    | Non disputato                          | Non disputato                   | Non disputato                 |
| Rio de Janeiro    | Non disputato                 | Non disputato                   | Non disputato                    | Non disputato                     | Non disputato                      | Cabal (1/6) Farah (1/6)         | Kližan (1/1) Oswald (1/1)     | Cabal (2/6) Farah (2/6)             | Carreño Busta (2/2) Cuevas (1/2) | Marrero (5/5) Verdasco (3/3)     | M. González (1/5) Jarry (1/1)    | Granollers (5/6) Zeballos (2/3)      | Non disputato                     | Bolelli (2/5) Fognini (1/1)      | M. González (2/5) Molteni (1/4)        | Barrientos (1/1) Matos (1/1)    |                               |
| Halle             | ATP 250                       | ATP 250                         | ATP 250                          | ATP 250                           | ATP 250                            | ATP 250                         | Klaasen (1/6) Ram (1/5)       | Klaasen (3/6) Ram (2/5)             | Kubot (5/9) Melo (5/11)          | Kubot (6/9) Melo (6/11)          | Klaasen (4/6) Venus (1/7)        | Non disputato                        | Krawietz (1/3) Tecău (10/10)      | Granollers (6/6) Zeballos (3/3)  | Melo (11/11) Peers (8/9)               | Bolelli (3/5) Vavassori (1/3)   |                               |
| Londra            | ATP 250                       | ATP 250                         | ATP 250                          | ATP 250                           | ATP 250                            | ATP 250                         | Herbert (2/6) Mahut (2/8)     | Herbert (3/6) Mahut (4/8)           | J. Murray (5/8) Soares (7/9)     | Kontinen (5/6) Peers (5/9)       | F. López (2/3) A. Murray (3/3)   | Non disputato                        | Herbert (6/6) Mahut (8/8)         | Mektić (2/4) Pavić (3/4)         | Dodig (8/9) Krajicek (3/4)             | N. Skupski (3/3) Venus (7/7)    |                               |
| Vienna            | ATP 250                       | ATP 250                         | ATP 250                          | ATP 250                           | ATP 250                            | ATP 250                         | Kubot (3/9) Melo (3/11)       | Kubot (4/9) Melo (4/11)             | Bopanna (5/5) Cuevas (2/2)       | Salisbury (1/4) N. Skupski (1/3) | Ram (4/5) Salisbury (3/4)        | Kubot (9/9) Melo (9/11)              | Cabal (6/6) Farah (6/6)           | Erler (1/3) Miedler (1/3)        | Ram (5/5) Salisbury (4/4)              | Erler (3/3) Miedler (3/3)       |                               |
| San Pietroburgo   | ATP 250                       | ATP 250                         | ATP 250                          | ATP 250                           | ATP 250                            | ATP 250                         | ATP 250                       | ATP 250                             | ATP 250                          | ATP 250                          | ATP 250                          | J. Melzer (4/4) Roger-Vasselin (4/5) | ATP 250                           | Non disputato                    | Non disputato                          | Non disputato                   | Non disputato                 |
| Astana            | Non disputato                 | Non disputato                   | Non disputato                    | Non disputato                     | Non disputato                      | Non disputato                   | Non disputato                 | Non disputato                       | Non disputato                    | Non disputato                    | Non disputato                    | ATP 250                              | ATP 250                           | Mektić (3/4) Pavić (4/4)         | ATP 250                                | ATP 250                         | ATP 250                       |
| Dallas            | Non disputato                 | Non disputato                   | Non disputato                    | Non disputato                     | Non disputato                      | Non disputato                   | Non disputato                 | Non disputato                       | Non disputato                    | Non disputato                    | Non disputato                    | Non disputato                        | Non disputato                     | ATP 250                          | ATP 250                                | ATP 250                         | Harrison (1/1) King (1/1)     |
| Doha              | ATP 250                       | ATP 250                         | ATP 250                          | ATP 250                           | ATP 250                            | ATP 250                         | ATP 250                       | ATP 250                             | ATP 250                          | ATP 250                          | ATP 250                          | ATP 250                              | ATP 250                           | ATP 250                          | ATP 250                                | ATP 250                         |                               |
| Monaco di Baviera | ATP 250                       | ATP 250                         | ATP 250                          | ATP 250                           | ATP 250                            | ATP 250                         | ATP 250                       | ATP 250                             | ATP 250                          | ATP 250                          | ATP 250                          | Non disputato                        | ATP 250                           | ATP 250                          | ATP 250                                | ATP 250                         |                               |

## Vittorie in tornei differenti dal 2009

### Singolare
Attualmente un tennista ha vinto otto tornei differenti:
- Nadal: Acapulco, Amburgo, Barcellona, Dubai, Pechino, Rio de Janeiro, Stoccarda e Tokyo

Attualmente due tennisti hanno vinto sette tornei differenti:
- Del Potro: Acapulco, Basilea, Kitzbuhel, Rotterdam, Stoccarda, Tokyo e Washington
- Murray: Dubai, Londra, Pechino, Rotterdam, Tokyo, Valencia e Vienna

Attualmente quattro tennisti hanno vinto sei tornei differenti:
- Đoković: Astana, Basilea, Dubai, Pechino, Tokyo e Vienna
- Federer: Basilea, Dubai, Halle e Rotterdam, Tokyo e Vienna
- Ferrer: Acapulco, Rio de Janeiro, Stoccarda, Tokyo, Valencia e Vienna
- Rublëv: Amburgo, Doha, Dubai, Rotterdam, San Pietroburgo e Vienna

Attualmente quattro tennisti hanno vinto cinque tornei differenti:
- Alcaraz: Barcellona, Londra, Pechino, Rio de Janeiro e Rotterdam
- Sinner: Halle, Pechino, Rotterdam, Vienna e Washington
- Thiem: Acapulco, Barcellona, Pechino, Rio de Janeiro e Vienna
- Zverev: Acapulco, Amburgo, Monaco di Baviera, Vienna e Washington

Attualmente due tennisti hanno vinto quattro tornei differenti:
- Medvedev: Dubai, Rotterdam, Tokyo e Vienna
- Nishikori: Barcellona, Memphis, Tokyo e Washington

Attualmente due tennisti hanno vinto tre tornei differenti:
- Kyrgios: Acapulco, Tokyo e Washington
- Wawrinka: Dubai, Rotterdam e Tokyo

Gli altri tennisti ad aver vinto almeno due tornei differenti sono:
- Auger-Aliassime: Basilea e Rotterdam
- Basilashvili: Amburgo e Pechino
- Berdych: Pechino e Rotterdam
- Čilić: Basilea e Londra
- De Minaur: Acapulco e Washington
- Fils: Amburgo e Tokyo
- Humbert: Dubai e Halle
- Kližan: Amburgo e Rotterdam
- F. López: Londra e Vienna
- Monfils: Rotterdam e Washington
- Querrey: Acapulco e Memphis
- Tsonga: Rotterdam e Tokyo